# أورلاندو راميريز (لاعب كرة قاعدة)
أورلاندو راميريز (بالإسبانية: Orlando Ramírez)‏ هو لاعب كرة قاعدة كولومبي، ولد في 18 ديسمبر 1951 في كارتاهينا في كولومبيا.

## وصلات خارجية
- أورلاندو راميريز على موقعبيزبول رفرنس.كوم (الدوري الرئيسي) (الإنجليزية)
- أورلاندو راميريز على موقعبيزبول رفرنس.كوم (الدوري الثانوي) (الإنجليزية)